# Walter John Stoessel

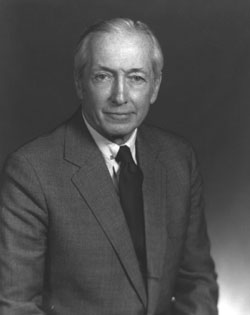
Walter John Stoessel

Walter John Stoessel, Jr. (* 24. Januar 1920 in Manhattan, Kansas; † 9. Dezember 1986 in Washington, D.C.) war ein US-amerikanischer Diplomat, der zuletzt auch stellvertretender Außenminister der Vereinigten Staaten war.

## Leben
Stoessel, Sohn eines Kavallerieoffiziers und Versicherungsmaklers, studierte nach dem Besuch der High School in Beverly Hills von 1939 bis 1940 an der Universität Lausanne und dann an der Stanford University, an der er 1941 einen Bachelor of Arts (B.A.) erwarb.
1942 trat er in den diplomatischen Dienst und war bis 1944 Vizekonsul in Caracas, ehe er anschließend als Offizier im Nachrichtendienst der US Navy tätig war. Nach Beendigung seines Militärdienstes kehrte er 1947 in den diplomatischen Dienst zurück und war von 1947 bis 1949 Vizekonsul in Moskau. Nach einem einjährigen Studium am Russland-Institut der Columbia University war er von 1950 bis 1952 Diplomat in Bad Nauheim. Nach zwischenzeitlichen Verwendungen im US-Außenministerium war er zwischen 1956 und 1959 als Konsul in Paris.
Nachdem er erneut mehrere Jahre im US-Außenministerium gearbeitet hatte, war Stoessel zwischen Juli 1968 und August 1972 als Nachfolger von John A. Gronouski Botschafter in Polen. Während dieser Zeit nahm er im Dezember 1969 Geheimgespräche zum damaligen Geschäftsträger der Volksrepublik China in Warschau auf, die schließlich zur Normalisierung der Beziehungen zwischen der Volksrepublik China und der USA beitrugen.
Nach seiner Rückkehr in die USA war er zunächst von August 1972 bis Januar 1974 als Assistant Secretary of State für Angelegenheiten von Europa und Eurasien wieder im US State Department tätig, ehe er von 1974 bis 1976 Botschafter in der UdSSR war. Im Anschluss erfolgte im Oktober 1976 seine Ernennung zum Botschafter in der Bundesrepublik Deutschland. In diesem Amt blieb er bis 1981. In diesem Jahr wurde er Staatssekretär im Außenministerium und war dort für politische Angelegenheiten zuständig (US Under Secretary of State for Political Affairs). Zuletzt war Walter Stoessel, der auch an der American Academy of Diplomacy sowie im Council on Foreign Relations tätig war, von Februar bis September 1982 stellvertretender Außenminister (US Deputy Secretary of State).
1987 wurde er mit der Lucius D. Clay Medaille ausgezeichnet.
Über den Tod von Stoessel, der an einer der Leukämie ähnlichen Blutkrankheit verstarb, gab es Spekulationen von Verschwörungstheoretikern, die bis hin zu einer ungewollten Bestrahlung reichten. Nach seinem Tode wurde er auf dem Nationalfriedhof Arlington beigesetzt.

## Hintergrundliteratur
- Bernard Gwertzman: Diplomat's Fondest Memory PQXLM China Breakthrough. In: The New York Times, 24. September 1982.